# Linda Sonnvik
Linda Ingela Maria Sonnvik, född 4 juli 1977 i Stockholm, är en svensk låtskrivare, sångerska och musikproducent.  
Sonnvik var från 1999 musikredaktör och därefter junior A&R på MNW’s deodotcom. Hon spelade 2002 in dancelåten "Who's Sorry Now?" som hon själv skrivit text och musik till. Hon vann förstaplatsen i en rikstäckande talangjakt på Lunarstorm och fick därmed ett skivkontrakt med Bonnier Amigo/Cosmos Music Group. 
I Melodifestivalen 2011 deltog Sonnvik tillsammans med Niklas Pettersson som låtskrivare till bidraget "Try Again" som framfördes av Dilba i deltävling 1. Låten gick inte vidare men blev etta på iTunes, tvåa på Digilistan, klättrade på Svensktoppen och blev en radiohit. The Soundtrack of Our Lives gav ut en cover på ”Try Again” som var mellanakt i Melodifestivalen 2012.
För egna SO! works frilansade Sonnvik som artistmanager åt bland andra Dilba och Wonderland. Hon har även verkat inom musikpromotion, content management och talangscouting för skivbolag som Universal Music, PR Records Label Group, Stockholm Records, Bonnier Music Group, Cosmos Music och PAMA Records. 
Sonnvik skrev tillsammans med Christian Oscarsson den officiella låten till Europride 2014, "Love". Låten framfördes av Hector Lopez. Hon utgör den kvinnliga halvan av EDM-duon Soundstreamers med Oscarsson. 
Med houseproducenten/diskjockeyn Mike Moorish från Quiet Disorder har hon skrivit låtar som ”House Affair", där hon även gästar.
År 2020 samarbetade Sonnvik med Lena Philipsson på deras EP-utgåva av hitsingeln ”En stilla depression”. Sonnvik producerade de tre remixerna med inbjudna kollegor på respektive spår. Philipsson/Sonnvik var även exekutiva producenter. 2023/2024 har Sonnvik skrivit musik till Lili & Susie, Bröderna Rongedal och metalbandet Neptune där hon även körar. 